# Kleiner Sklavensee
Der Kleine Sklavensee (englisch Lesser Slave Lake) ist ein See im Zentrum der kanadischen Provinz Alberta, in den „municipal districts“ Big Lakes und Lesser Slave River.

## Lage
Er liegt rund 250 km nordwestlich der Stadt Edmonton im nordwestlichen Teil der Plains auf einer Höhe über dem Meeresspiegel von 577 m und ist nach dem Athabascasee und dem Lake Claire der drittgrößte See der Provinz. Er ist rund 97 km lang, erreicht eine Breite von bis zu 18 km und umfasst eine Wasserfläche von 1168 km². Die maximale Wassertiefe beträgt lediglich 20,5 m.
Der Kleine Sklavensee fließt in östlicher Richtung über den Lesser Slave River („Kleiner Sklavenfluss“) in den Athabasca River ab, der seinerseits zum Flusssystem des Mackenzie River gehört, der sich über den Athabasca- und Großen Sklavensee seinen Weg ins Nordpolarmeer bahnt.

## Namensherkunft
Der Name des Sees hat nichts mit dem Begriff „Sklaverei“ zu tun, sondern steht in Bezug zur indigenen Ethnie der Slavey. Details zur Herkunft des Namens sind im Artikel zum Großen Sklavensee zu finden.